# Leon Black
Leon Black (* 31. Juli 1951) ist ein US-amerikanischer Unternehmer und Kunstsammler. Er ist auf Leveraged Buyouts und Private Equity spezialisiert. 1990 gründete er die Private Equity Firma Apollo Global Management.

## Familie
Black entstammt einer jüdischen Familie. Sein Vater war der US-amerikanische Investmenthändler Elihu Menashe Black (1921–1975) und seine Mutter war die Künstlerin Shirley Lubell. Black ist mit Debra Ressler verheiratet und hat vier Kinder. Debra ist eine Melanom-Überlebende. 2007 spendete das Paar 25 Millionen US-Dollar für die Gründung der neuen Melanoma Research Alliance.
Sohn Benjamin leitet einen Investmentfonds und wurde von Präsident Donald Trump 2025 für die Leitung der U.S. International Development Finance Corporation nominiert.

## Leben
Black studierte Philosophie und Geschichte am Dartmouth College und Betriebswirtschaft an der Harvard University. In seiner frühen Karriere arbeitete er bei der Investmentbank Drexel Burnham Lambert. Nachdem Drexel Insolvenz angekündigt hatte, gründete Black mit Joshua Harris und Marc Rowan 1990 das Unternehmen Apollo Global Management. Apollo verwaltet ein Vermögen von über 700 Milliarden US-Dollar. Das Unternehmen ging 2011 an die Börse; Black besitzt noch immer etwa 21 % des Unternehmens.
Er sitzt in Aufsichtsräten des Metropolitan Museum of Art und des Museum of Modern Art.
Sein Privatvermögen beträgt laut Forbes 15,5 Milliarden US-Dollar (Stand August 2025).

## Kunstsammlung
Die Pastellversion Der Schrei von 1895 des Malers Edvard Munch wurde am 2. Mai 2012 bei einer Auktion von Sotheby’s in New York für 119.922.500 US-Dollar an Leon Black versteigert. Das war der bis dahin höchste bei einer Auktion erzielte Preis für ein Kunstwerk.
Im Juni 2013 wurde bekannt, dass Leon Black nach einem Vier-Parteien-Bieterkrieg für 29 Millionen Pfund das 11 Zoll breite Werk Head of a Young Apostle von Raphael kaufte.
Am 22. Dezember 2015 wurde berichtet, dass Leon Black bei einer Auktion einen kompletten Satz des babylonischen Talmud von Daniel Bomberg für 9,3 Millionen US-Dollar gekauft hatte.

## Verbindung zu Jeffrey Epstein
Im Oktober 2020 berichtete die New York Times, dass Black zwischen 2012 und 2017 mindestens 50 Millionen US-Dollar an Jeffrey Epstein, einen verurteilten Sexualstraftäter, überwiesen hatte. Einige der Überweisungen waren dabei so ungewöhnlich, dass sie von der Abteilung für Finanzkriminalität der Deutschen Bank, Epsteins Hausbank zu dieser Zeit, überprüft wurden. Die Einzelheiten der Dienstleistungen, die Epstein im Austausch dafür erbrachte, sind unklar. Black gab zu, dass er Epstein jährlich Millionen von Dollar für seine Arbeit gezahlt hat, merkte jedoch an, dass niemand, einschließlich der New York Times, behauptet hat, er habe sich an Fehlverhalten oder unangemessenem Verhalten beteiligt. Apollo Global Management beauftragte die Anwaltskanzlei Dechert LLP mit der Durchführung einer Überprüfung, um die Beziehungen von Black zu Epstein zu untersuchen.
Im Januar 2021 kam durch die Überprüfung heraus, dass Black Epstein 158 Millionen US-Dollar gezahlt hatte. Mit Epsteins Strategien zur Steuervermeidung sparte Black mindestens 1,3 Milliarden Dollar an Steuern.

## Anschuldigungen wegen sexuellem Missbrauch
Im März 2021 behauptete die Russin Guzel Ganieva in einer Reihe von Tweets, dass „ich jahrelang von [Black] sexuell belästigt und missbraucht wurde [und schließlich] unter Druck gezwungen wurde, eine Geheimhaltungsvereinbarung zu unterzeichnen“. Ganieva behauptete weiter, dass Black ihr den verurteilten Sexualstraftäter Jeffrey Epstein vorgestellt und versucht habe, sie zum Sex mit ihm zu zwingen. Black behauptete in Reaktion darauf, er hätte mit Ganieva eine einvernehmliche Affäre gehabt. 2015 hatte Black Ganieva 9,5 Millionen US-Dollar für eine Schweigevereinbarung gezahlt. Ganievas Klage gegen Black wurde im Mai 2023 abgewiesen.
Die Anwaltskanzlei, die Ganieva vertrat, vertrat auch eine weitere Klägerin, die Black beschuldigte, sie 2002 in Jeffrey Epsteins Villa in New York City vergewaltigt zu haben (die Klage wurde 2024 zurückgezogen). Am 25. Juli 2023 wurde eine weitere Klage gegen Black eingereicht, in der ihm vorgeworfen wird, 2002 in Epsteins Stadthaus in Manhattan eine 16-Jährige mit Autismus und Down-Syndrom vergewaltigt zu haben.